# Quello che sono
Quello che sono è un album di Pupo pubblicato nel 1989 dall'etichetta discografica Ricordi.

## Descrizione
A dieci anni di distanza dall'album Gelato al cioccolato. Fra le canzoni ci sono Dove sarai domani e Che pizza la TV, sigla del programma Domenica in, condotto in quell'anno dallo stesso Pupo e da Edwige Fenech.

## Tracce
Lato A
1. Dove sarai domani – 3:47
2. La tua pelle – 4:43
3. Quando saremo ricchi – 4:33
4. Canzone amica – 4:28
5. Anima sola – 3:26

Lato B
1. Che pizza la TV – 3:31
2. È così – 4:02
3. Un segreto fra noi – 3:57
4. Vecchio Pupo – 3:26
5. Quello che sono – 4:27
6. Caro amore mio – 4:26
7. Pensando ad Anna – 0:50

## Formazione
- Pupo – voce
- Marco Falagiani – tastiera, cori, programmazione, pianoforte
- Massimo Pacciani – batteria, cori, percussioni
- Franco Zipoli – tastiera, programmazione
- Maurizio Bozzi – basso
- Massimo Barbieri – tastiera, programmazione, sax
- Riccardo Galardini – chitarra acustica, cori, chitarra elettrica
- Franco Nardi – chitarra acustica, chitarra elettrica
- Stefano Allegra – basso
- Simone Marrucci – chitarra
- Franco Nesti – contrabbasso
- Fabio Morgera – tromba
- Stefano Cantini – sax
- Laura Landi, Marina Bianchi, Daniele Benedetti, Guido D'Andrea – cori